# Josip Juraj Strossmayer

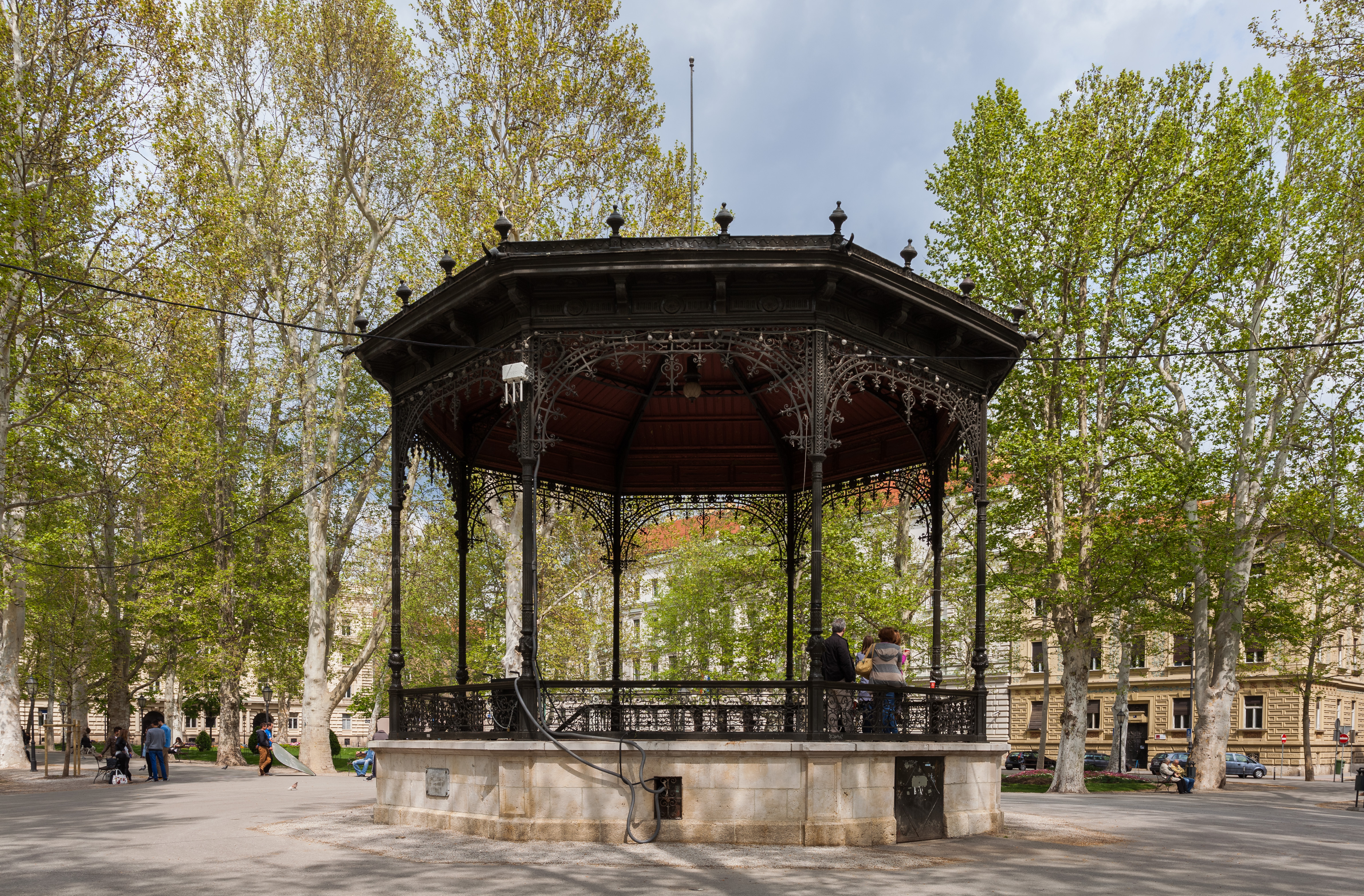
Chiosco nel parco Josip Juraj Strossmayer a Zagrabia

Josip Juraj Strossmayer (Osijek, 4 febbraio 1815 – Đakovo, 8 aprile 1905) è stato un vescovo cattolico croato.

## Biografia
Nacque in una famiglia di etnia croata anche se il bisnonno, come suggerisce il cognome, era un tedesco della Stiria. Dopo aver frequentato il ginnasio nella città natale, si laureò in teologia al seminario di Đakovo e quindi, ad appena vent'anni, conseguì il dottorato in filosofia al seminario maggiore di Budapest.
Strossmayer fu nominato vescovo di Đakovo il 18 novembre 1849 da Francesco Giuseppe e confermato da papa Pio IX il 20 maggio 1850. Conservò la stessa cattedra episcopale fino alla morte. Dal 1847 al 1859 fu cappellano imperiale dell'Impero austro-ungarico.
Fu un vescovo dall'acceso nazionalismo slavo e la sua attività di promozione culturale segnò il risveglio della cultura croata. Diede vita assieme a Rački e a Jagić ad alcune delle più importanti istituzioni culturali croate: l'Accademia jugoslava a Zagabria (1867), l'Università di Zagabria (1874) e la Galleria delle belle arti (1884). 
Avverso all'etnia italiana, cercò di imporre la liturgia in lingua paleoslava al posto del latino, ma l'iniziativa diede solo risultati parziali.
Amico di Mihajlo Obrenović, sotto il suo auspicio vennero rafforzate alcune istituzioni culturali preesistenti. Incentivò la nascita di giornali e di riviste letterarie e scientifiche.
Favorito dal suo appoggio, Dimitr Miladinov pubblicò a Zagabria nel 1861 i Canti popolari bulgari raccolti dai fratelli Miladinov Dimitr e Konstantin ed editi da Konstantin. Sempre grazie a lui emerse la giovane Maria Jurić Zagorka, scrittrice croata di successo del primo Novecento.
Nel 1863 fu tra i fondatori della Matica slovenská.
Al Concilio Vaticano I si mantenne su posizioni anti-infallibiliste.

## Genealogia episcopale e successione apostolica
La genealogia episcopale è:
- Cardinale Scipione Rebiba
- Cardinale Giulio Antonio Santori
- Cardinale Girolamo Bernerio, O.P.
- Arcivescovo Galeazzo Sanvitale
- Cardinale Ludovico Ludovisi
- Cardinale Luigi Caetani
- Cardinale Ulderico Carpegna
- Cardinale Paluzzo Paluzzi Altieri degli Albertoni
- Papa Benedetto XIII
- Papa Benedetto XIV
- Papa Clemente XIII
- Cardinale Marcantonio Colonna
- Cardinale Giacinto Sigismondo Gerdil, B.
- Cardinale Giulio Maria della Somaglia
- Cardinale Luigi Lambruschini
- Cardinale Michele Viale-Prelà
- Vescovo Josip Juraj Strossmayer

La successione apostolica è:
- Vescovo Mariano Šunjić, O.F.M. (1855)
- Vescovo Engelbert Voršak (1898)